# الغناء بنمط كوان هو
قالب:Expand Vietnamese

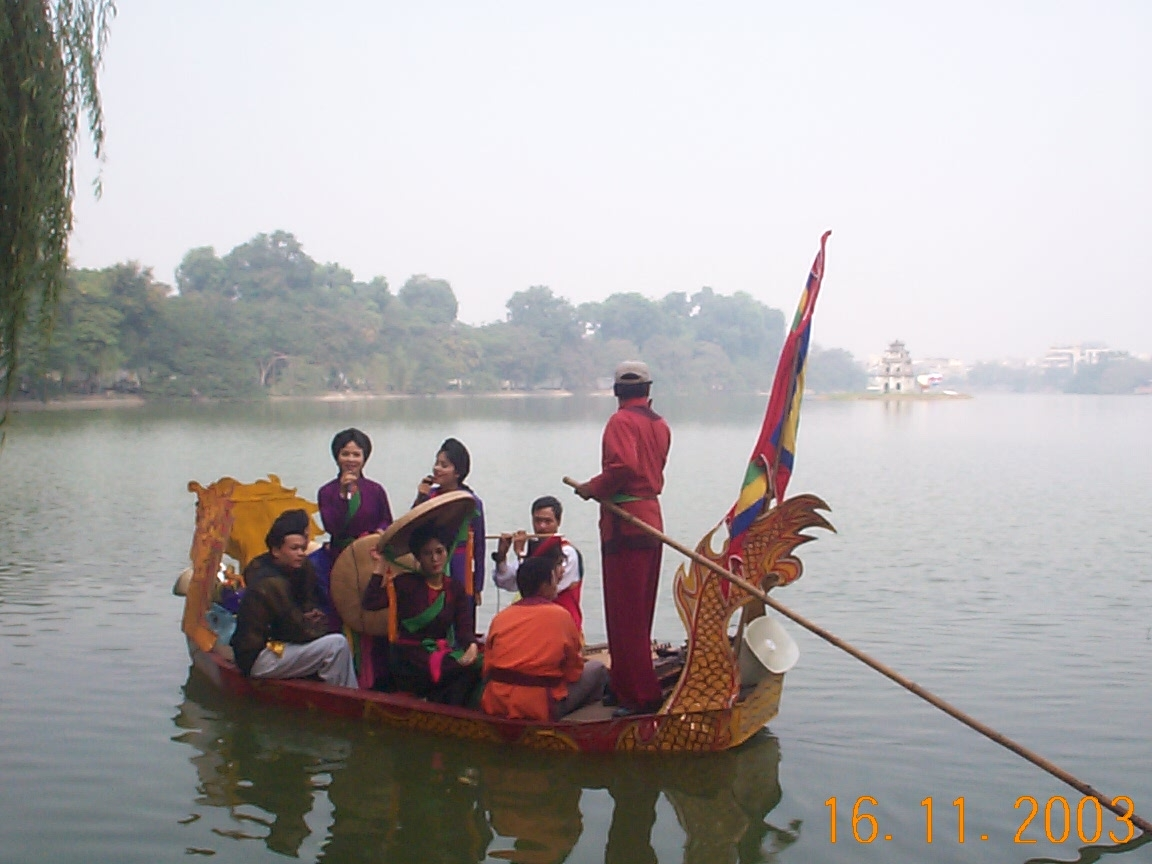
غناء كوان هو في بحيرة هوان كيم

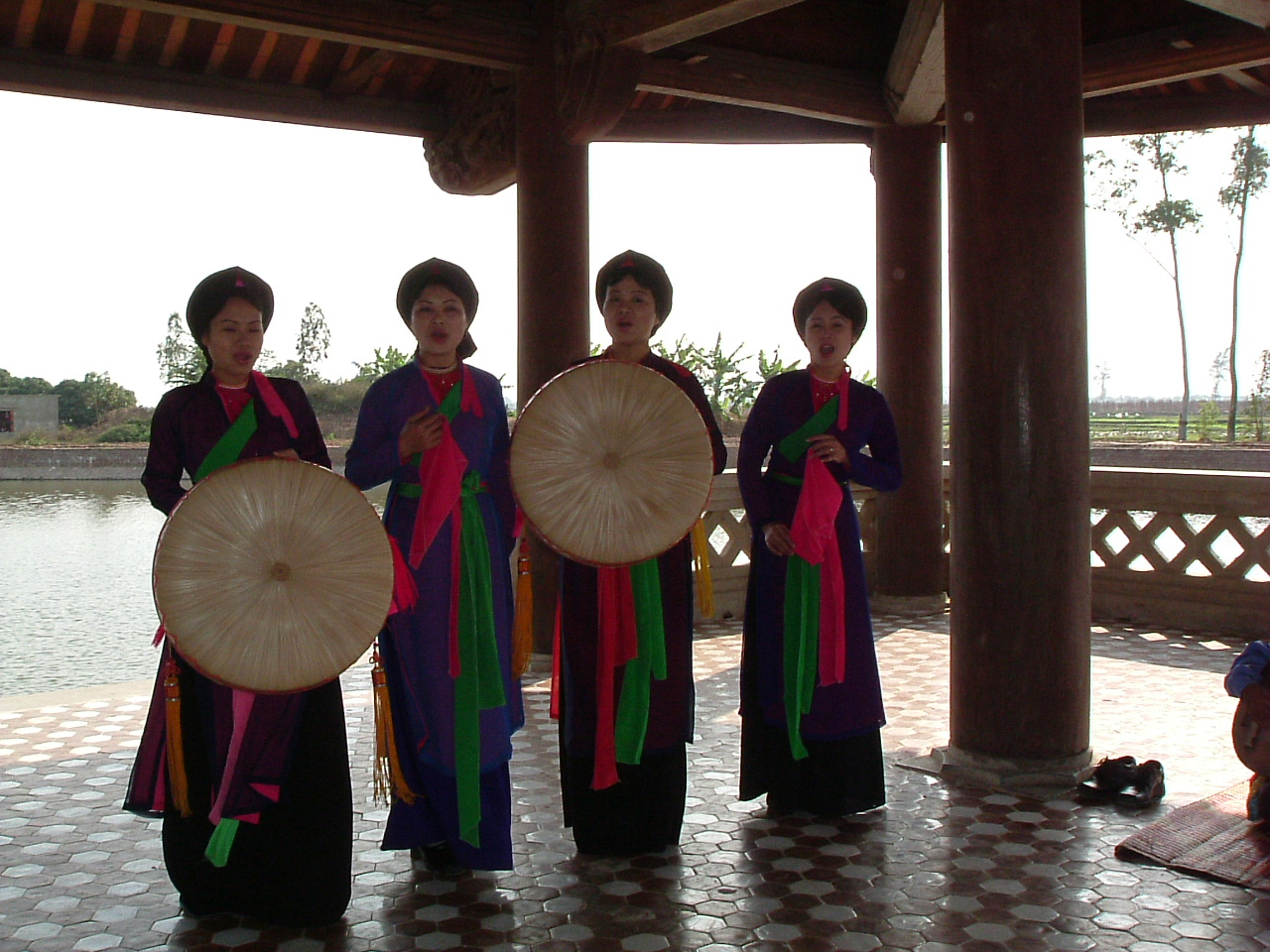
نساء يغنين كوان هو في معبد دو

كوان هو (قالب:IPA-vi, قالب:Lang-vi-hantu) الغناء هو أسلوب موسيقي شعبية فيتنامي يتميز بطابعه الجوابي، مع تناوب مجموعات من المطربات والمطربين يطلقون تحديات موسيقية ويتبادلون الردود. كوان هو شائع في الطقوس والمهرجانات، والموضوع الشائع في العديد من الأغاني هو الحب والعاطفة كما يعيشها الشبان والشابات. تم تسجيل كوان هو كتراث ثقافي لامادي تابع لليونسكو في عام 2009.
ظهر أسلوب كوان هو فيما يعرف الآن بمقاطعة باك نينه وسُجل لأول مرة في القرن الثالث عشر[بحاجة لمصدر]، وكان مرتبطًا تقليديًا بمهرجانات الربيع التي تلي احتفالات تيت نغوين دان (العام الفيتنامي الجديد). تاريخيًا، كان الغناء يبدأ في المساء قبل المهرجان، لكن اليوم من الشائع أكثر أن يحدث الغناء في اليوم الرئيسي للمهرجان. عمومًا، تُغنى "عبارة التحدي" الأولية (câu ra) من مجموعة الأغاني المعروفة بواسطة زوج من المطربات، وبعد ذلك يرد زوج من المطربين باختيار وغناء "عبارة مطابقة" (câu đối)، والتي يجب أن تكرر لحن عبارة التحدي. بمجرد الانتهاء، يعكس الترتيب، ويصدر الرجال عبارة التحدي الخاصة بهم بلحن مختلف. وفي الماضي، كان الغناء بدون مرافق، ولكن من المألوف اليوم أن يتم مرافقة المطربين بآلات، سواء كانت آلات فيتنامية تقليدية أو حديثة مثل لوحات المفاتيح الكهربائية.

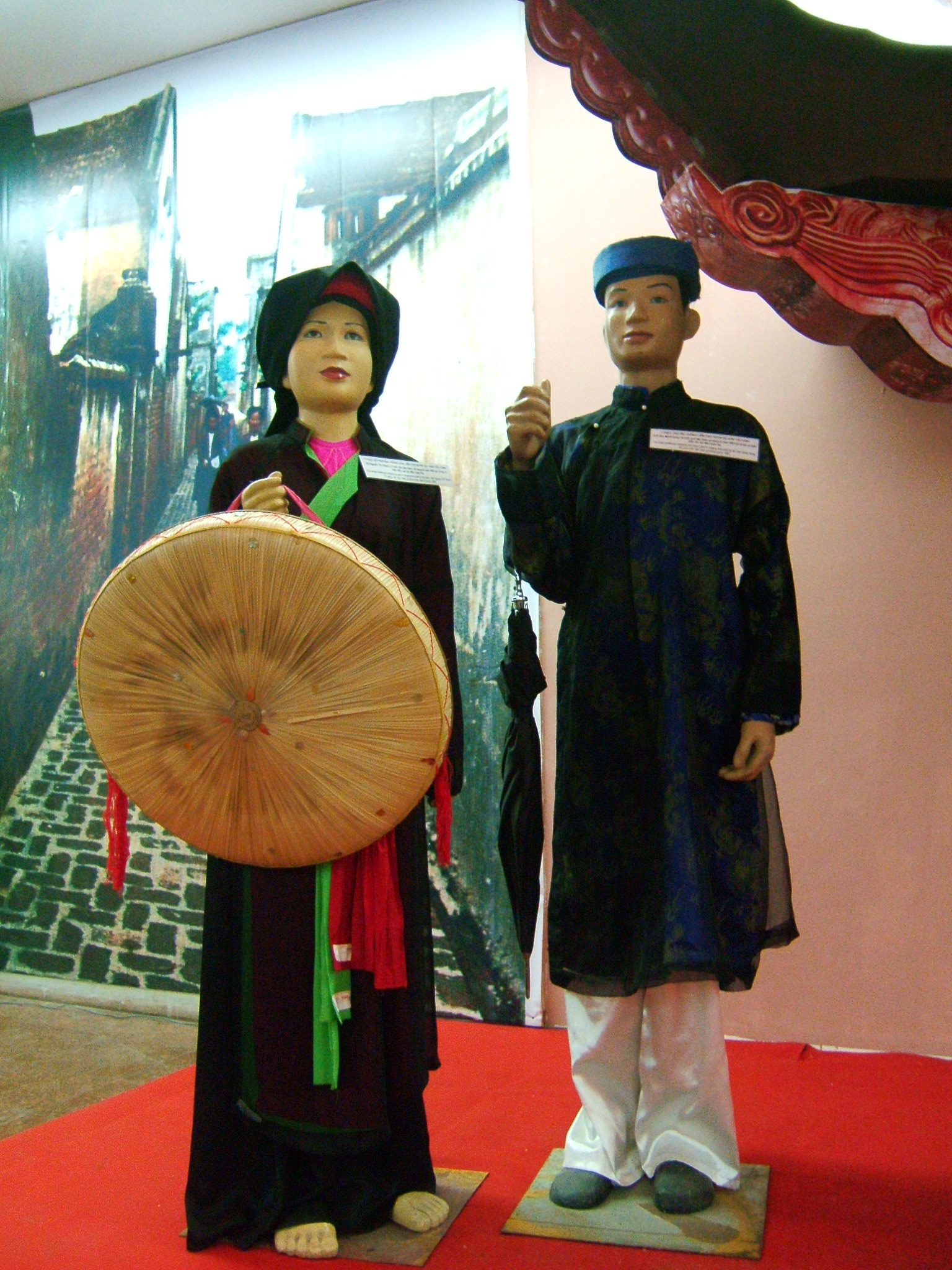
أزياء الرجال والنساء في غناء كوان هو

هناك عدد كبير من ألحان كوان هو، حيث تم تسجيل وكتابة الآلاف من الأغاني المختلفة في شكل توزيع موسيقي. وهناك نوع بسيط من أغنية الاستجابة، التي تسمح بالردود المنطوقة وتغنى من قبل الأولاد والبنات في مهرجانات القرية، وهو ترونج كوان.

## روابط خارجية
- كوان هو، الأغنية الشعبية، MP3، فيديو
- كوان هو MP3، فيديو
- نهاك دان كا
- دان كا فيت

قالب:Folk music